# Fox Lake West 3
Fox Lake West 3 är ett reservat i Kanada.   Det ligger i provinsen Manitoba, i den östra delen av landet, 1 900 km nordväst om huvudstaden Ottawa.
Trakten runt Fox Lake West 3 är nära nog obefolkad, med mindre än två invånare per kvadratkilometer.